# Varengeville-sur-Mer
Varengeville-sur-Mer là một xã thuộc tỉnh Seine-Maritime trong vùng Normandie miền bắc nước Pháp.

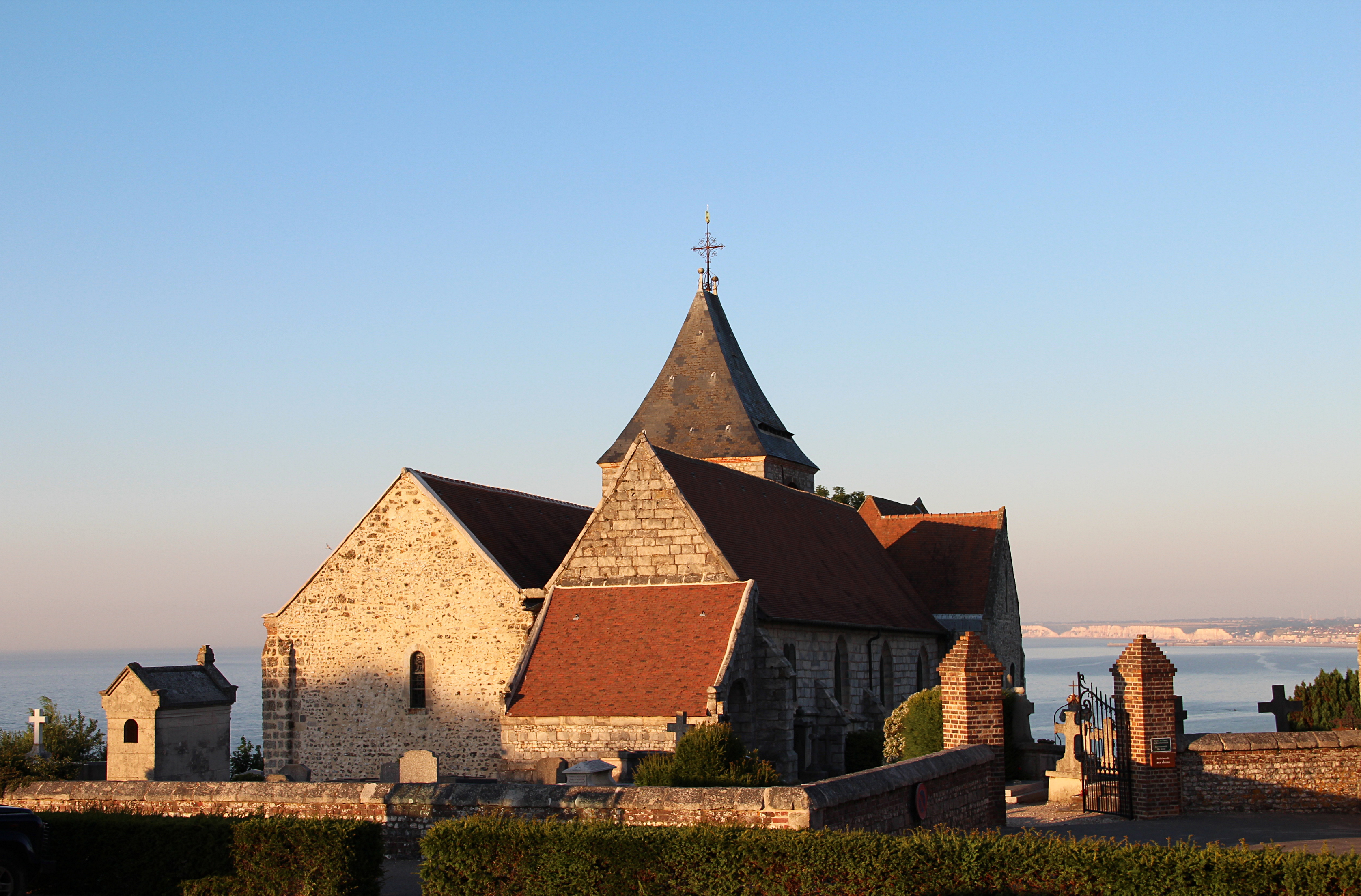

### Huy hiệu
| Arms of Varengeville-sur-Mer | The arms of Varengeville-sur-Mer are blazoned: Gules, a mullet of 8 argent pierced azure, on a chief argent a lion passant gules. |

## Dân số
| Năm | 1962 | 1968 | 1975 | 1982 | 1990 | 1999 | 2006 |
| --- | ---- | ---- | ---- | ---- | ---- | ---- | ---- |
| Dân số | 1011 | 986  | 998  | 1050 | 1048 | 1179 | 1113 |
| From the year 1962 on: No double counting—residents of multiple communes (e.g. students and military personnel) are counted only once. |      |      |      |      |      |      |      |